# Čestmír Kožíšek
Čestmír Kožíšek, né le 9 novembre 1991 à Jilemnice, est un sauteur à ski tchèque. 

## Carrière
Membre du club LSK Lomnice nad Popelkou, il est actif au niveau international à partir de 2006. En décembre 2007, il est promu dans la Coupe continentale, où il obtient son premier top dix en mars 2008 à Vikersund (9e) et son premier podium en janvier 2013 à Bischofshofen. Aux Championnats du monde junior, son meilleur résultat est cinquième en individuel lors de l'édition 2009 à Štrbské Pleso.
Il fait ses débuts dans la Coupe du monde en janvier 2009. Il marque ses premiers points en janvier 2013 au concours de vol à ski disputé à Vikersund. Une semaine plus tard, il est 13e et 15e en vol à ski à Harrachov, ses meilleurs résultats en Coupe du monde. À l'été 2013, il obtient son meilleur résultat dans un concours avec l'élite mondiale, sur le Grand Prix, en prenant la troisième place de la manche d'Hakuba. Il se classe sixième de la compétition.
Il doit attendre la saison 2015-2016 pour marquer de nouveau des points dans la Coupe du monde.
Surnommé Flying Cestmir (il est à l'aise en vol à ski), il prend part à son premier grand championnat en 2018, à l'occasion des Jeux olympiques de Pyeongchang, où il se classe 28e au grand tremplin et dixième par équipes. Il égale en 2018 sa meilleure performance en Coupe du monde avec une treizième place au tremplin de Kulm et se positionne en tant que meilleur tchèque de l'hiver.
En 2019, il est sélectionné pour les Championnats du monde à Seefeld.
Il gagne son premier titre de champion de République tchèque à Frenštát pod Radhoštěm en 2020.

## Palmarès

### Jeux olympiques
| Épreuve / Édition | Épreuve / Édition | Pyeongchang 2018                 | Pékin 2022 |
| Petit tremplin    | Petit tremplin    | -                                | 29e        |
| Grand tremplin    | Grand tremplin    | 28e                              | 42e        |
| Par équipes       | Par équipes       | 10e                              | 9e         |
| Par équipes mixte | Par équipes mixte | Épreuve inexistante à cette date | 7e         |

### Championnats du monde
| Épreuve / Édition | Épreuve / Édition | Seefeld 2019 | Oberstdorf 2021 |
| Petit tremplin    | Petit tremplin    | 39e          | 32e             |
| Grand tremplin    | Grand tremplin    | 34e          | 36e             |
| Par équipes       | Mixtes (PT)       | -            | 8e              |
| Par équipes       | Grand tremplin    | 8e           | 11e             |

Légende : PT = petit tremplin

### Championnats du monde de vol à ski
| Épreuve / Édition | Planica 2020 |
| Individuel        | 33e          |
| Par équipes       | -            |

### Coupe du monde
- Meilleur classement général : 47e en 2013.
- Meilleure performance individuelle : 13e.

#### Différents classements en Coupe du monde
| Année     | Classement général final |
| 2012-2013 | 47e                      |
| 2015-2016 | 65e                      |
| 2017-2018 | 48e                      |
| 2018-2019 | 61e                      |
| 2020-2021 | 74e                      |

### Grand Prix d'été
- Meilleur classement général : 6e en 2013.
- 1 podium.

### Universiades
- Almaty 2017 : 
  -  Médaille d'argent par équipes.

### Coupe continentale
- 4 podiums.